# Caecidotea salemensis
Caecidotea salemensis är en kräftdjursart som beskrevs av Lewis 1981. Caecidotea salemensis ingår i släktet Caecidotea och familjen sötvattensgråsuggor. Inga underarter finns listade i Catalogue of Life.